# Fire Emblem
Fire Emblem (ファイアーエムブレム?, Faiā Emuburemu) è una serie di videogiochi di ruolo giapponese sviluppata da Intelligent Systems e pubblicata da Nintendo. La saga conta 13 episodi, a cui si aggiungono quattro spin-off e tre remake, che hanno visto la luce su varie console Nintendo (NES, SNES, Game Boy Advance, Nintendo GameCube, Nintendo DS, Wii, Nintendo 3DS, Wii U e Nintendo Switch).

Logo della serie

Eliwood, Hector e Lyn di Fire Emblem (2003), il primo videogioco della serie ad essere distribuito anche in occidente.

Molti Fire Emblem sono stati messi in commercio soltanto in Giappone. Fire Emblem Rekka no Ken (2003), il settimo capitolo della serie, è stato il primo ad essere messo in commercio anche negli Stati Uniti e in Europa, soprattutto per la popolarità che Marth e Roy, due personaggi del videogioco, avevano acquisito in Super Smash Bros. Melee. Tutti i titoli prodotti successivamente hanno avuto un'uscita internazionale, fatta eccezione per Fire Emblem: Shin Monshō no Nazo: Hikari to Kage no Eiyū (2010). Fire Emblem: Shadow Dragon (2008), remake del primo episodio, è stato il primo videogioco della serie ad avere funzionalità online.
La saga di Fire Emblem è principalmente nota per i numerosi riferimenti alla cultura occidentale medioevale e classica, in particolare alla mitologia greca, e la grande introspezione della psicologia dei personaggi giocabili.

## Modalità di gioco
Tutti i Fire Emblem si basano sul muovere delle unità su una griglia per sconfiggerne altre. Il giocatore deve usare movimenti strategici per completare l'obiettivo della missione, che può essere sconfiggere tutti i nemici presenti nel livello, conquistare una base, sopravvivere per un determinato numero di turni o sconfiggere un boss. Varie convenzioni degli odierni videogiochi RPG sono presenti in Fire Emblem, come per esempio un grande uso di filmati narrati durante il proseguimento della storia, l'acquisizione di punti esperienza, la possibilità di acquistare armi o oggetti.
Questi eventi, a seconda del gioco, possono essere o non essere contemporanei alle battaglie.
Il sistema di combattimento è basato su un metodo di sasso-carta-forbici: ogni oggetto è avvantaggiato o svantaggiato rispetto ad un altro. A partire dal quarto gioco, Fire Emblem: Seisen no Keifu, il Triangolo delle Armi si basa sul principio che la spada batte l'ascia, l'ascia batte la lancia e la lancia batte la spada. L'arco non ha effetto sul Triangolo, può attaccare da lontano ed è molto efficace contro creature alate, ad esempio dei pegaso, ma ciò è bilanciato dall'impossibilità dell'arciere di contrattaccare ad un attacco diretto. In modo simile esiste la Triade della Magia, che varia da gioco a gioco. Per esempio, nei Fire Emblem per GBA, la magia luce batte quella oscura, la magia oscura batte la magia anima e la magia anima batte quella luce. In altri giochi, il fuoco batte il vento, il vento batte il fulmine e il fulmine batte il fuoco. La magia è unica perché può sferrare attacchi sia diretti che indiretti.
A differenza di altri RPG, gli oggetti in Fire Emblem hanno solitamente un numero finito di usi e, superato questo, si rompono. Di conseguenza il giocatore deve spesso spendere denaro per comprarne di nuovi. Solitamente gli oggetti più deboli possono essere utilizzati più volte di quelli forti.

## Ambientazione
Il continente (o il regno) nel quale si svolgono i vari Fire Emblem cambia da gioco a gioco e, ad eccezione di Akaneia e Valentia, che sono parte dello stesso mondo, gli altri continenti possono essere ciascuno in un proprio universo narrativo. I giochi ambientati nello stesso continente hanno solitamente personaggi in comune o legati in qualche modo. Per esempio, in Fire Emblem, che è un prequel di Fūin no Tsurugi, alcuni personaggi hanno legami di sangue.
Akaneia: Shadow Dragon – Mystery of the Emblem – Archanea Saga – Shadow Dragon (remake) – New Mystery of the Emblem

Valentia: Gaiden – Echoes: Shadows of Valentia 

Jugdral: Genealogy of the Holy War – Thracia 776

Elibe: The Binding Blade – The Blazing Blade

Magvel: The Sacred Stones

Tellius: Path of Radiance – Radiant Dawn

Ylisse e Valm: Awakening

Hoshido, Nohr e Valla: Fates

Zenith: Heroes

Aytolis e Gristonne: Warriors

Fódlan: Three Houses - Three Hopes

Elyos: Engage

## Controversie sulla localizzazione occidentale
La localizzazione occidentale in lingua inglese del gioco è stata criticata da alcuni fan, ritenendola una traduzione "poco professionale, irrispettosa, neo-puritana e infedele alla fonte originale giapponese". Secondo loro, tale localizzazione "elimina il normale linguaggio di genere, censura il romanticismo e trasforma le relazioni romantiche (o accennate/intese come tali in un futuro non specifico all'interno della storia) in relazioni platoniche".

## Lista dei videogiochi
Per i videogiochi distribuiti soltanto in Giappone si fa riferimento alle traduzioni dei rispettivi titoli presenti in altri media. 

### Serie principale
| Titolo occidentale                           | Titolo giapponese                                                              | Piattaforma                   | Data di uscita                                                                |
| -------------------------------------------- | ------------------------------------------------------------------------------ | ----------------------------- | ----------------------------------------------------------------------------- |
| Fire Emblem: Shadow Dragon                   | ファイアーエムブレム 暗黒竜と光の剣 (Fire Emblem: Ankoku Ryū to Hikari no Ken) | Nintendo Entertainment System | Giappone: 20 aprile 1990                                                      |
| Fire Emblem Gaiden                           | ファイアーエムブレム外伝 (Fire Emblem Gaiden)                                  | Nintendo Entertainment System | Giappone: 14 marzo 1992                                                       |
| Fire Emblem: Mystery of the Emblem           | ファイアーエムブレム 紋章の謎 (Fire Emblem: Monshō no Nazo)                    | Super Nintendo                | Giappone: 21 gennaio 1994                                                     |
| Fire Emblem: Genealogy of the Holy War       | ファイアーエムブレム 聖戦の系譜 (Fire Emblem: Seisen no Keifu)                 | Super Nintendo                | Giappone: 14 maggio 1996                                                      |
| Fire Emblem: Thracia 776                     | ファイアーエムブレム トラキア776 (Fire Emblem: Thracia 776)                    | Super Nintendo                | Giappone: 1º settembre 1999                                                   |
| Fire Emblem: The Binding Blade               | ファイアーエムブレム 封印の剣 (Fire Emblem: Fūin no Tsurugi)                   | Game Boy Advance              | Giappone: 29 marzo 2002                                                       |
| Fire Emblem / Fire Emblem: The Blazing Blade | ファイアーエムブレム 烈火の剣 (Fire Emblem: Rekka no Ken)                      | Game Boy Advance              | Giappone: 25 aprile 2003 Stati Uniti: 3 novembre 2003 Europa: 16 luglio 2004  |
| Fire Emblem: The Sacred Stones               | ファイアーエムブレム 聖魔の光石 (Fire Emblem: Seima no Kōseki)                 | Game Boy Advance              | Giappone: 7 ottobre 2004 Stati Uniti: 23 maggio 2005 Europa: 4 novembre 2005  |
| Fire Emblem: Path of Radiance                | ファイアーエムブレム 蒼炎の軌跡 (Fire Emblem: Sōen no Kiseki)                  | Nintendo GameCube             | Giappone: 20 aprile 2005 Stati Uniti: 17 ottobre 2005 Europa: 4 novembre 2005 |
| Fire Emblem: Radiant Dawn                    | ファイアーエムブレム 暁の女神 (Fire Emblem: Akatsuki no Megami)                | Nintendo Wii                  | Giappone: 22 febbraio 2007 Stati Uniti: 5 novembre 2007 Europa: 14 marzo 2008 |
| Fire Emblem: Awakening                       | ファイアーエムブレム覚醒 (Fire Emblem: Kakusei)                                | Nintendo 3DS                  | Giappone: 19 aprile 2012 Stati Uniti: 4 febbraio 2013 Europa: 19 aprile 2013  |
| Fire Emblem: Fates                           | ファイアーエムブレム IF (Fire Emblem: If)                                      | Nintendo 3DS                  | Giappone: 25 giugno 2015 Stati Uniti: 19 febbraio 2016 Europa: 20 maggio 2016 |
| Fire Emblem: Three Houses                    | ファイアーエムブレム 風花雪月 (Fire Emblem: Fūkasetsugetsu)                    | Nintendo Switch               | Giappone, Stati Uniti ed Europa: 26 luglio 2019                               |
| Fire Emblem: Engage                          | ファイアーエムブレム エンゲージ                                                | Nintendo Switch               | Giappone, Stati Uniti ed Europa: 20 gennaio 2023                              |

### Spin-off
| Titolo occidentale                | Titolo giapponese                                                       | Piattaforma                       | Data di uscita                                                                 |
| --------------------------------- | ----------------------------------------------------------------------- | --------------------------------- | ------------------------------------------------------------------------------ |
| Fire Emblem: Archanea Saga        | ファイアーエムブレム アカネイア 戦記編 (Fire Emblem: Akanea Senki Hen)  | Super Nintendo                    | Giappone: 28 settembre 1997                                                    |
| Tokyo Mirage Sessions ♯FE         | 幻影異聞録♯FE (Genei Ibunroku ♯FE)                                      | Nintendo Wii U                    | Giappone: 26 dicembre 2015 Stati Uniti: 24 giugno 2016 Europa: 24 giugno 2016  |
| Fire Emblem Heroes                | ファイアーエムブレム ヒーローズ (Fire Emblem Heroes)                    | iOS, Android                      | Giappone: 2 febbraio 2017 Stati Uniti: 2 febbraio 2017 Europa: 2 febbraio 2017 |
| Fire Emblem Warriors              | ファイアーエムブレム 無双 (Fire Emblem: Musō)                           | Nintendo Switch, New Nintendo 3DS | Giappone: 28 settembre 2017 Stati Uniti ed Europa: 20 ottobre 2017             |
| Fire Emblem Warriors: Three Hopes | ファイアーエムブレム無双 風花雪月 (Faiā Emuburemu Musō: Fūkasetsugetsu) | Nintendo Switch                   | 24 giugno 2022                                                                 |

### Remake
| Titolo occidentale                      | Titolo giapponese                                                                                             | Piattaforma  | Data di uscita                                                                |
| --------------------------------------- | --- | ------------ | ----------------------------------------------------------------------------- |
| Fire Emblem: Shadow Dragon              | ファイアーエムブレム 新・暗黒竜と光の剣 (Fire Emblem: Shin Ankoku Ryū to Hikari no Ken)                       | Nintendo DS  | Giappone: 7 agosto 2008 Stati Uniti: 5 dicembre 2008 Europa: 16 febbraio 2009 |
| Fire Emblem: New Mystery of the Emblem  | ファイアーエムブレム 新・紋章の謎 〜光と影の英雄〜 (Fire Emblem: Shin Monshō no Nazo: Hikari to Kage no Eiyū) | Nintendo DS  | Giappone: 15 luglio 2010                                                      |
| Fire Emblem Echoes: Shadows of Valentia | ファイアーエムブレム エコーズ もうひとりの英雄王 (Fire Emblem Echoes: Mō Hitori no Eiyū-ō)                    | Nintendo 3DS | Giappone: 20 aprile 2017 Stati Uniti: 19 maggio 2017 Europa: 19 maggio 2017   |